# Atholus cochinchinae
Atholus cochinchinae är en skalbaggsart som först beskrevs av Schmidt 1889.  Atholus cochinchinae ingår i släktet Atholus och familjen stumpbaggar. Inga underarter finns listade i Catalogue of Life.